# Iejini
Iejini (rus: Ежины) és un poble de l'óblast de Vólogda, a Rússia, que el 2002 tenia un habitant.